# Eucalyptus nitida
Eucalyptus nitida (лат.) — вид цветковых растений рода Эвкалипт (Eucalyptus) семейства Миртовые (Myrtaceae), родом с востока Австралии. На юго-западе Тасмании он часто растёт в лесных зарослях по берегам рек и в долинах.
По данным сайта The Plant List, этот вид является синонимом Eucalyptus ambigua A.Cunn. ex DC..

## Синонимика
- Eucalyptus ambigua A.Cunn. ex DC.
- Eucalyptus amygdlina var. nitida (Hook.f.) Benth.
- Eucalyptus australiana var. nitida (Hook.f.) Ewart
- Eucalyptus simmondsii Maiden[2]